# كارولين جينيز
كارولين جينيز (بالفرنسيّة: Caroline Gennez؛ مواليد 21 آب/ أغسطس 1975 في سانت تروند) هي سياسيّة اشتراكيّة بلجيكية تشغل منصب وزير التعاون الإنمائي والسياسة الحضريّة في حكومة دي كرو منذ كانون الأول/ ديسمبر 2022. وهي رئيسة سابقة للحزب الاشتراكي الفلمنكي.

## وصلات خارجية
- الموقع الرسمي